# Tony Evers

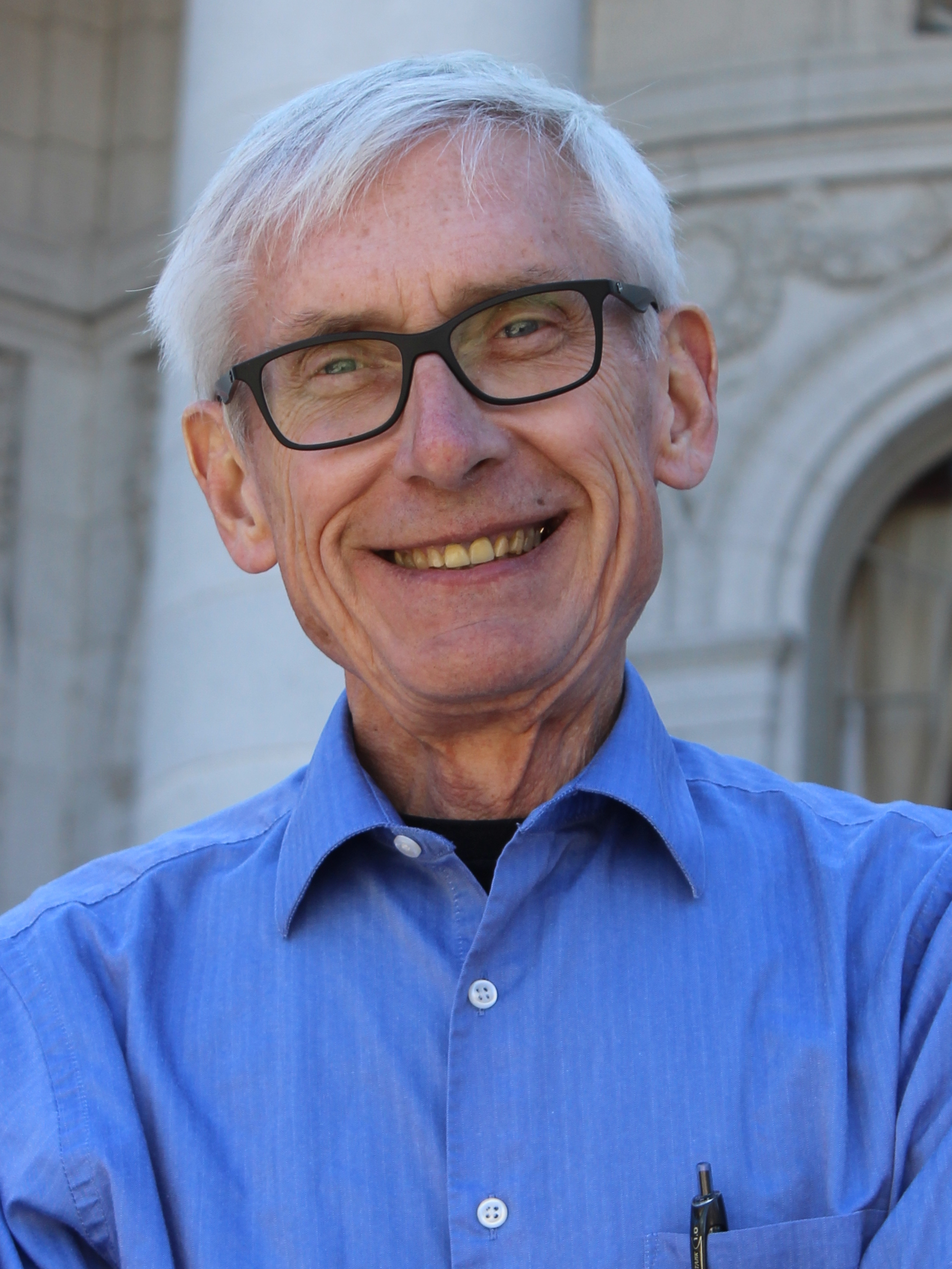
Tony Evers (2018)

Anthony Steven „Tony“ Evers (* 5. November 1951 in Plymouth, Wisconsin) ist ein US-amerikanischer Politiker der Demokratischen Partei und seit dem 7. Januar 2019 Gouverneur des Bundesstaats Wisconsin.

## Leben
Tony Evers stammt aus Plymouth im US-Bundesstaat Wisconsin. Er studierte an der University of Wisconsin–Madison. Dort machte er 1974 seinen Bachelor, 1978 den Master und promovierte im Jahr 1986. Bereits seit 1980 war er außerdem als Lehrer berufstätig. Später gehörte er verschiedenen Aufsichtsgremien von Schulbezirken in Wisconsin an. 
Mit seiner Frau Kathy hat Tony Evers drei Kinder.

## Politik
1993 und 2001 kandidierte er zweimal vergeblich für den Posten als Leiter der bundesstaatlichen Schulbehörde (Superintendent of Public Instruction of Wisconsin). Nach seiner Niederlage 2001 wurde er jedoch zum stellvertretenden Leiter ernannt und behielt diese Position zum Jahr 2009, als er ein weiteres Mal als Superintendent kandidierte. Dieses Mal wurde er auch gewählt. Obwohl das Amt durch eine allgemeine bundesstaatliche Direktwahl vergeben wird und Evers Mitglied der Demokraten ist, treten die Kandidaten ohne Parteizugehörigkeit an. Evers wurde 2013 und 2017 jeweils für vier weitere Jahre bestätigt.
Im August 2017 erklärte Evers seine Absicht, bei der Gouverneurswahl 2018 für die Demokraten kandidierten zu wollen. Bei der parteiinternen Vorwahl setzte sich der als Favorit geltende Evers dann klar gegen mehrere Mitbewerber durch. Während der parallel stattfindenden Vorwahl um den Posten des Vizegouverneurs war der frühere Abgeordnete Mandela Barnes als erster Afroamerikaner erfolgreich, der somit zu seinem Running Mate wurde. In seinem stark polarisierenden Wahlkampf gegen den republikanischen Amtsinhaber Scott Walker setzte der Demokrat insbesondere auf die Themen Bildung, Gesundheit und Infrastruktur. So plädiert Evers für eine Verbesserung des Krankenversicherungsschutzes und möchte in die Verkehrsinfrastruktur investieren. Außerdem sprach Evers sich für eine Senkung der Einkommensteuer für niedrige und mittlere Einkommen aus. Bei der Gouverneurswahl am 6. November 2018 siegte Evers mit 49,6 % der Stimmen über Walker, der 48,4 % erhielt und seinen Posten daher nach zwei Amtsperioden verliert. Von rund 2,7 Millionen abgegebenen Stimmen betrug sein Vorsprung knapp 31.000. Tony Evers wurde am 7. Januar 2019 in sein neues Amt eingeführt.
Nachdem seine erste Amtszeit als Gouverneur von Auseinandersetzungen mit der von Republikanern dominierten Legislative Wisconsins, unter anderem um Maßnahmen in der Corona-Pandemie, geprägt war, trat Evers bei der Gouverneurswahl 2022 erneut an. Mit der Unterstützung Barack Obamas setzte er sich gegen den von Donald Trump unterstützten Republikaner Tim Michels mit 51,2 % durch.
Am 24. Juli 2025 erklärte Evers, dass er bei der Gouverneurswahl 2026 keine dritte Amtszeit anstrebe.